# Bahnstrecke Chornice–Skalice nad Svitavou
| Kursbuchstrecke (SŽ): | 262                  |                                                    |                                                    |
| Streckenlänge: | 32,493 km            |                                                    |                                                    |
| Spurweite: | 1435 mm (Normalspur) |                                                    |                                                    |
| Streckenklasse: | C2                   |                                                    |                                                    |
| Streckengeschwindigkeit: | 50 km/h              |                                                    |                                                    |
| |                      |                                                    |                                                    |
| \| \| \| von Třebovice v Čechách (vorm. Mährische Westbahn) \| \| \| \| 0,000 \| Chornice früher Kornitz \| Chornice früher Kornitz \| \| \| \| nach Prostějov (vorm. Mährische Westbahn) \| \| \| \| 3,627 \| Biskupice u Jevíčka \| Biskupice u Jevíčka \| \| \| 4,90 \| ehem. Protektoratsgrenze (1939–1945) \| ehem. Protektoratsgrenze (1939–1945) \| \| \| 6,055 \| Jevíčko früher Gewitz-Jaroměřitz \| Jevíčko früher Gewitz-Jaroměřitz \| \| \| \| Uhřický potok \| \| \| \| \| Autobahntrasse Wien–Breslau \| \| \| \| \| vlečka šamotka \| \| \| \| 10,897 \| Velké Opatovice früher Gross Opatowitz \| Velké Opatovice früher Gross Opatowitz \| \| \| \| Autobahntrasse Wien–Breslau \| \| \| \| 14,607 \| Cetkovice früher Cetkowitz \| Cetkovice früher Cetkowitz \| \| \| \| Uhřický potok \| \| \| \| 16,883 \| Světlá u Boskovic \| Světlá u Boskovic \| \| \| \| Uhřický potok \| \| \| \| 18,565 \| Šebetov früher Schebetau-Wanowitz \| Šebetov früher Schebetau-Wanowitz \| \| \| 21,195 \| Knínice u Boskovic früher Knihnitz \| Knínice u Boskovic früher Knihnitz \| \| \| \| Sudice früher Sudlitz \| \| \| \| 27,378 \| Boskovice früher Boskowitz \| Boskovice früher Boskowitz \| \| \| \| Svitava \| \| \| \| \| von Česká Třebová (vorm. Nördliche Staatsbahn) \| \| \| \| 32,493 \| Skalice nad Svitavou früher Skalitz-Biskowitz \| Skalice nad Svitavou früher Skalitz-Biskowitz \| \| \| \| nach Brno hl. n. (vorm. Nördliche Staatsbahn) \| \| |                      |                                                    |                                                    |
| Strecke |                      | von Třebovice v Čechách (vorm. Mährische Westbahn) | von Třebovice v Čechách (vorm. Mährische Westbahn) |
| Bahnhof | 0,000                | Chornice früher Kornitz                            | Chornice früher Kornitz                            |
| Abzweig geradeaus und nach links |                      | nach Prostějov (vorm. Mährische Westbahn)          | nach Prostějov (vorm. Mährische Westbahn)          |
| Haltepunkt / Haltestelle | 3,627                | Biskupice u Jevíčka                                | Biskupice u Jevíčka                                |
| Grenze | 4,90                 | ehem. Protektoratsgrenze (1939–1945)               | ehem. Protektoratsgrenze (1939–1945)               |
| Haltepunkt / Haltestelle | 6,055                | Jevíčko früher Gewitz-Jaroměřitz                   | Jevíčko früher Gewitz-Jaroměřitz                   |
| Brücke über Wasserlauf |                      | Uhřický potok                                      | Uhřický potok                                      |
| Strecke mit Straßenbrücke |                      | Autobahntrasse Wien–Breslau                        | Autobahntrasse Wien–Breslau                        |
| Abzweig geradeaus und von links |                      | vlečka šamotka                                     | vlečka šamotka                                     |
| Bahnhof | 10,897               | Velké Opatovice früher Gross Opatowitz             | Velké Opatovice früher Gross Opatowitz             |
| Strecke mit Straßenbrücke |                      | Autobahntrasse Wien–Breslau                        | Autobahntrasse Wien–Breslau                        |
| Haltepunkt / Haltestelle | 14,607               | Cetkovice früher Cetkowitz                         | Cetkovice früher Cetkowitz                         |
| Brücke über Wasserlauf |                      | Uhřický potok                                      | Uhřický potok                                      |
| Haltepunkt / Haltestelle | 16,883               | Světlá u Boskovic                                  | Světlá u Boskovic                                  |
| Brücke über Wasserlauf |                      | Uhřický potok                                      | Uhřický potok                                      |
| Bahnhof | 18,565               | Šebetov früher Schebetau-Wanowitz                  | Šebetov früher Schebetau-Wanowitz                  |
| Haltepunkt / Haltestelle | 21,195               | Knínice u Boskovic früher Knihnitz                 | Knínice u Boskovic früher Knihnitz                 |
| ehemaliger Haltepunkt / Haltestelle |                      | Sudice früher Sudlitz                              | Sudice früher Sudlitz                              |
| Bahnhof | 27,378               | Boskovice früher Boskowitz                         | Boskovice früher Boskowitz                         |
| Brücke über Wasserlauf |                      | Svitava                                            | Svitava                                            |
| Abzweig geradeaus und von rechts |                      | von Česká Třebová (vorm. Nördliche Staatsbahn)     | von Česká Třebová (vorm. Nördliche Staatsbahn)     |
| Bahnhof | 32,493               | Skalice nad Svitavou früher Skalitz-Biskowitz      | Skalice nad Svitavou früher Skalitz-Biskowitz      |
| Strecke |                      | nach Brno hl. n. (vorm. Nördliche Staatsbahn)      | nach Brno hl. n. (vorm. Nördliche Staatsbahn)      |

Die Bahnstrecke Chornice–Skalice nad Svitavou ist eine regionale Eisenbahnverbindung in Tschechien, deren zwei Teilstrecken durch die Mährische Westbahn und die Skalitz-Boskowitz–Großopatowitzer Lokalbahn als staatlich garantierte Lokalbahnen erbaut wurden. Sie verläuft von Chornitz (Kornitz) über Velké Opatovice (Groß Opatowitz) und Boskovice (Boskowitz) nach Skalice nad Svitavou (Skalitz).
Nach einem Erlass der tschechischen Regierung ist die Strecke seit dem 20. Dezember 1995 als regionale Bahn („regionální dráha“) klassifiziert.

## Geschichte
Die Konzession für die Mährische Westbahn wurde am 11. Juli 1886 dem Bankhaus Erlanger & Söhne in Frankfurt am Main erteilt. Neben dem Bau der Hauptverbindung Proßnitz–Triebitz waren auch eine Zweigbahn nach Groß Opatowitz und der Anschluss an die Strecke Olmütz–Čellechowitz der ÖLEG vorgesehen. Die Konzessionäre wurden verpflichtet, den Bau der Strecken sofort zu beginnen und binnen zwei Jahren fertigzustellen. Die Konzessionsdauer war auf 90 Jahre festgesetzt. Eröffnet wurde die Strecke Kornitz–Groß Opatowitz am 1. September 1889 zusammen mit der Hauptverbindung Proßnitz–Triebitz. Den Betrieb führten die k.k. Staatsbahnen (kkStB) für Rechnung der Eigentümer aus.
Die Konzession für die Skalitz-Boskowitz–Großopatowitzer Lokalbahn erhielten am 1. September 1907 der Großgrundbesitzer Alfons Graf Mensdorf-Poully und der Ingenieur Rudolf Czeczowiczka. Am 18. Mai 1908 wurde die Strecke eröffnet. Betriebsführer war auch hier die kkStB.

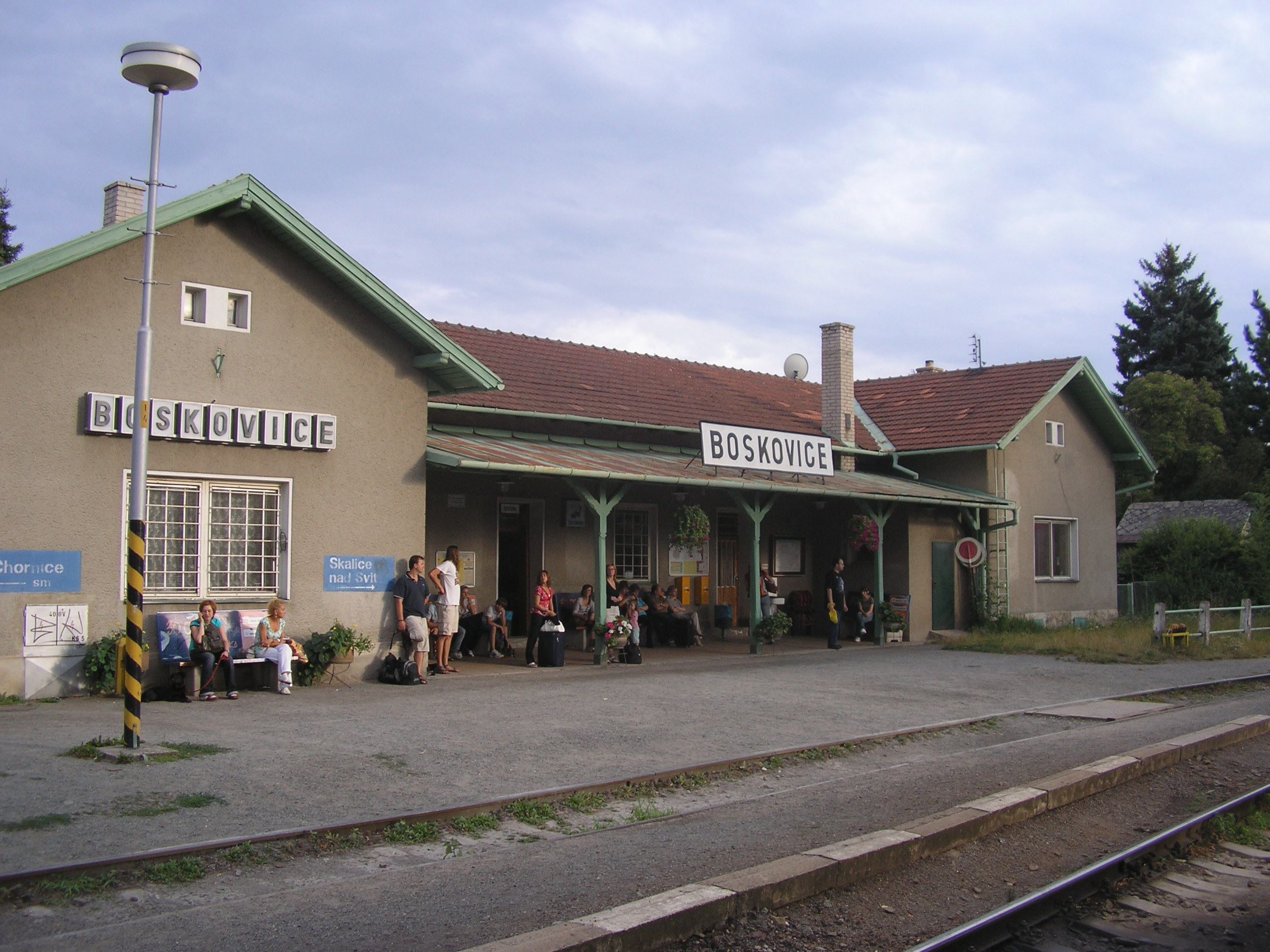
Bahnhof Boskovice (2007)

Im Jahr 1912 wies der Fahrplan der Lokalbahn drei gemischte Züge 2. und 3. Klasse über die Gesamtstrecke aus. Sie benötigten für die 33 Kilometer lange Strecke bis zu zwei Stunden. Weitere sieben „Omnibuszüge“ verkehrten auf der Teilstrecke Boskowitz–Skalitz.
Nach dem Zerfall Österreich-Ungarns im Oktober 1918 ging die Betriebsführung an die neu gegründeten Tschechoslowakischen Staatsbahnen (ČSD) über. 
Der Winterfahrplan von 1937 verzeichnete weiterhin lediglich drei durchgehende Reisezugpaare zwischen Chornice und Skalice, deren Fahrzeit sich auf etwa 90 Minuten vermindert hatte. Weitere Züge bedienten Teilstrecken, davon verkehrten acht nur zwischen Boskovice und Skalice nad Svitavou. Ein Teil der Personenzüge wurde bereits mit modernen Motorzügen gefahren.
Nach der Angliederung des Sudetenlandes an Deutschland im Herbst 1938 lag ein Teil der Strecke auf nunmehr deutschem Staatsgebiet. Der Reiseverkehr zwischen Kornitz und Jevíčko-Jařoměřice wurde eingestellt. Während des Zweiten Weltkrieges verblieb die Strecke zur Gänze im Betrieb der Protektoratsbahnen Böhmen und Mähren (ČMD-BMB), die den Verkehr über die Staatsgrenze wieder aufnahmen. Für Durchgangsreisende aus dem Protektorat über Kornitz ins Protektorat besaßen diese Züge Sperrwagen, die nicht der Passkontrolle unterlagen. Zum 1. Jänner 1941 wurde die Skalitz-Boskowitz–Großopatowitzer Lokalbahn verstaatlicht. Um 1941 wurde ein kurzer Abschnitt der Strecke zwischen Velké Opatovice und Cetkovice infolge des Baues der Reichsautobahn Wien–Breslau neu trassiert. Nach dem kriegsbedingten Abbruch der Bauarbeiten wurde die Strecke später wieder auf die ursprüngliche Trasse zurückverlegt.
Nach dem Zweiten Weltkrieg kam die Strecke wieder zur Gänze in den Betrieb der ČSD. Am 10. Oktober 1945 wurde auch die Mährische Westbahn verstaatlicht. 

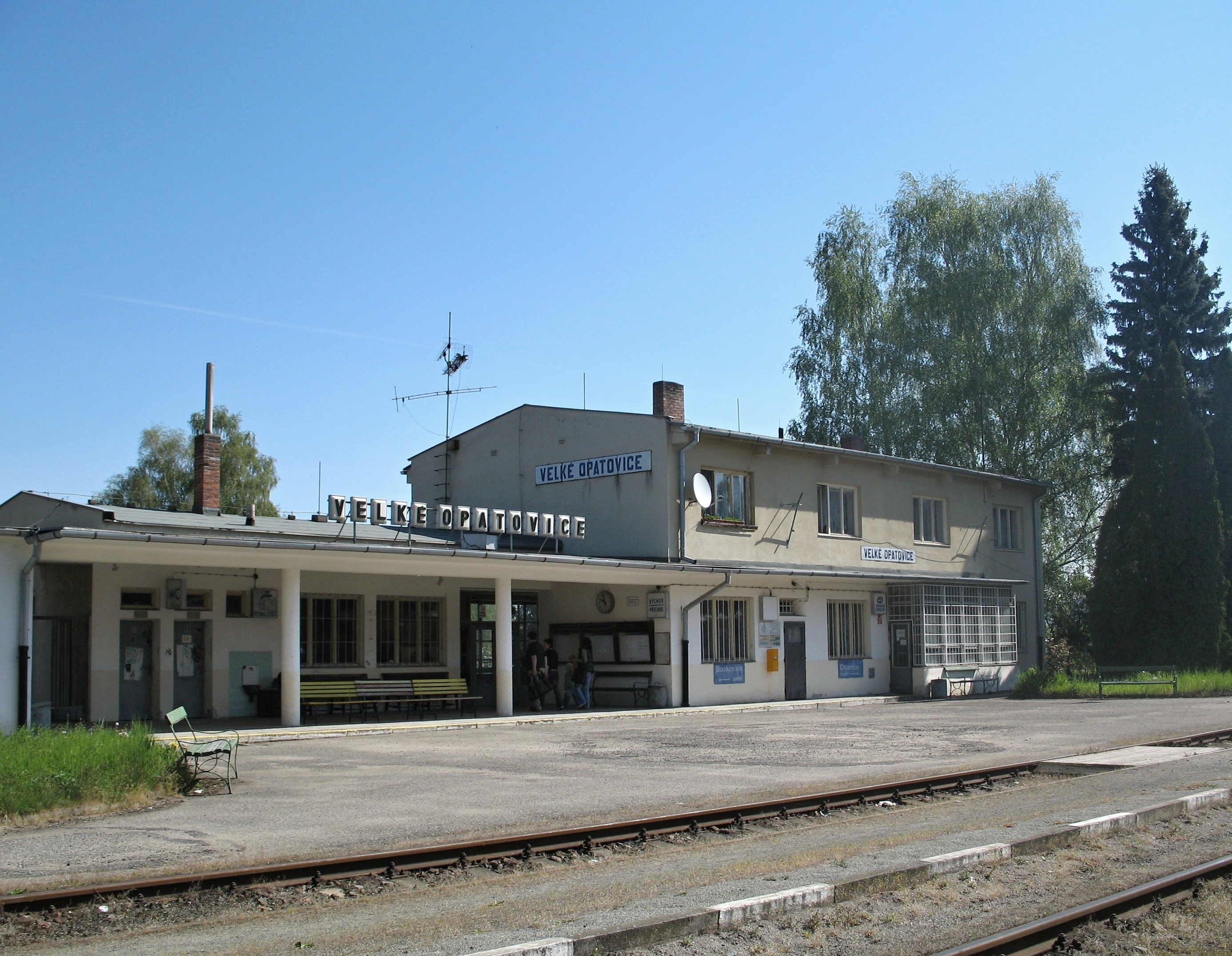
Bahnhof Velké Opatovice (2008)

Am 1. Januar 1993 ging die Strecke im Zuge der Auflösung der Tschechoslowakei an die neu gegründeten České dráhy (ČD) über. Seit 2003 gehört sie zum Netz des staatlichen Infrastrukturbetreibers Správa železniční dopravní cesty (SŽDC).
Zum Fahrplanwechsel am 11. Dezember 2011 bestellten die ÖPNV-Aufgabenträger Pardubický kraj und Jihomoravský kraj den Personenverkehr zwischen Chornice und Velké Opatovice im Rahmen einer Optimierung („optimalizace“) des öffentlichen Nahverkehrs ab. Seitdem gibt es zwischen Chornice und Velké Opatovice keinen planmäßigen Reiseverkehr mehr.
Im Jahresfahrplan 2013 wird die Strecke nur noch zwischen Boskovice und Skalice nad Svitavou in einem dichteren Takt befahren. Hier bestehen stündlich Verbindungen mit den Personenzügen der Linie S21, die in Skalice nad Svitavou Anschluss an die Züge der Hauptbahn Brno–Česká Třebová haben. Von und nach Velké Opatovice verkehren nur einzelne Züge.
Am 11. Juni 2023 soll auch der verbliebene, planmäßige Reiseverkehr zwischen Velké Opatovice und Boskovice eingestellt werden. Laut Aussage des verantwortlichen ÖPNV-Aufgabenträgers Jihomoravský kraj wurde die Verbindung zuletzt werktäglich nur noch von 75 Reisenden genutzt, dabei lag die stärkste Auslastung pro Zug bei maximal zehn Fahrgästen. Den Verkehr übernehmen Busse. Für die Monate Juni bis Dezember 2023 rechnet der Jihomoravský kraj mit einer Kostenersparnis in Höhe von 9,6 Millionen Kronen. Eine Petition gegen die Verkehrseinstellung wurde von weniger als 300 Personen unterstützt.